# Région du Lias moyen
Région du Lias moyen este o arie protejată (arie de protecție specială avifaunistică — SPA) din Luxemburg întinsă pe o suprafață de 5.739,23 ha, integral pe uscat.

## Localizare
Centrul sitului Région du Lias moyen este situat la coordonatele 49°35′03″N 5°59′11″E / 49.5841°N 5.9865°E.

## Înființare
Situl Région du Lias moyen a fost declarat arie de protecție specială avifaunistică în baza directivei 79/409 din 1979 referitoare la conservarea păsărilor sălbatice pentru a proteja 38 de specii de animale.

## Biodiversitate
Situată în ecoregiunea continentală, aria protejată nu include niciun habitat protejat.
La baza desemnării sitului se află mai multe specii protejate de  păsări (38): uliu porumbar (Accipiter gentilis), lăcar-de-lac (Acrocephalus scirpaceus), ciocârlie-de-câmp (Alauda arvensis), pescăruș albastru (Alcedo atthis), fâsă de luncă (Anthus pratensis), fâsă de pădure (Anthus trivialis), cucuvea (Athene noctua), cânepar (Carduelis cannabina),  prundaș gulerat mic (Charadrius dubius), barză neagră (Ciconia nigra), erete vânăt (Circus cyaneus), prepeliță (Coturnix coturnix), cristeiul de câmp (Crex crex), ciocănitoarea de stejar (Dendrocopos medius), ciocănitoare neagră (Dryocopus martius), egretă albă (Egretta alba), presură de stuf (Emberiza schoeniclus), muscar negru (Ficedula hypoleuca), becațină comună (Gallinago gallinago), capîntortură (Jynx torquilla), sfrâncioc roșiatic (Lanius collurio), sfrâncioc mare (Lanius excubitor), privighetoare (Luscinia megarhynchos), becațină mică (Lymnocryptes minimus), gaia neagră (Milvus migrans), gaia roșie (Milvus milvus), codobatură de munte (Motacilla cinerea), codobatura galbenă (Motacilla flava), potârniche (Perdix perdix), viespar (Pernis apivorus), codroșul de pădure (Phoenicurus phoenicurus), pitulice sfârâitoare (Phylloscopus sibilatrix), ciocănitoare verzuie (Picus canus), ciocănitoarea verde (Picus viridis), cristei de baltă (Rallus aquaticus), turturică (Streptopelia turtur), corcodel mic (Tachybaptus ruficollis), nagâț (Vanellus vanellus).